# Gongqing Jingyingsuo (bondby i Kina, Heilongjiang Sheng, lat 48,14, long 129,47)
Gongqing Jingyingsuo (kinesiska: 共青经营所) är en bondby i Kina. Den ligger i provinsen Heilongjiang, i den nordöstra delen av landet, omkring 340 kilometer nordost om provinshuvudstaden Harbin. Antalet invånare är 229. Befolkningen består av 108 kvinnor och 121 män. Barn under 15 år utgör 9,0 %, vuxna 15-64 år 75 %, och äldre över 65 år 15,0 %.
Runt Gongqing Jingyingsuo är det ganska glesbefolkat, med 40 invånare per kvadratkilometer. Närmaste större samhälle är Xinqing, 16,7 km norr om Gongqing Jingyingsuo. I omgivningarna runt Gongqing Jingyingsuo växer i huvudsak blandskog.
Genomsnittlig årsnederbörd är 1 007 millimeter. Den regnigaste månaden är juli, med i genomsnitt 254 mm nederbörd, och den torraste är januari, med 11 mm nederbörd.